# Jesenice, Jesenice
Jesenice este o localitate din comuna Jesenice, Slovenia, cu o populație de 13.429 de locuitori.